# Parrocchie della diocesi di Lodi

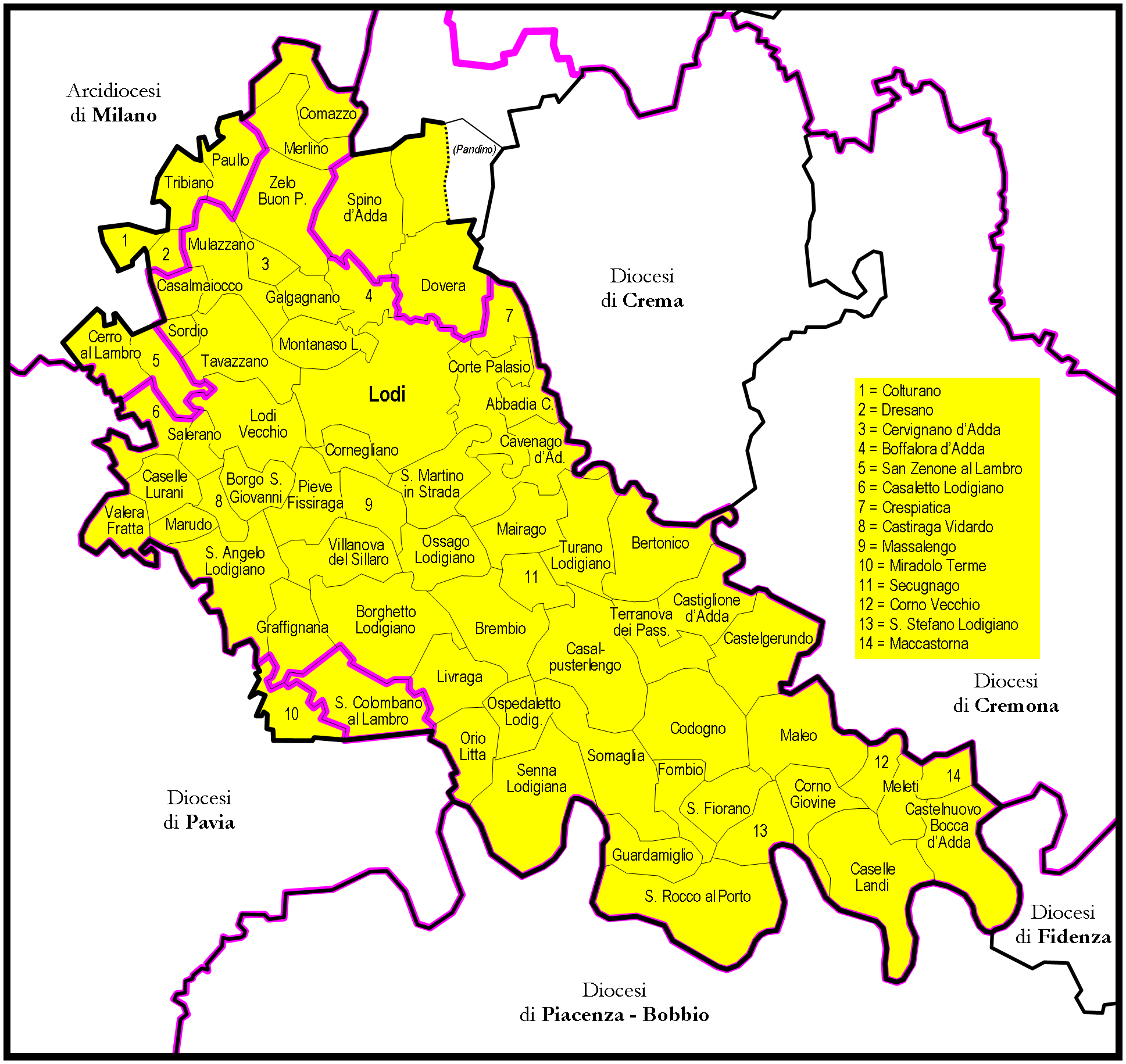
Il territorio della diocesi

Le parrocchie della diocesi di Lodi sono 123 e sono suddivise in 6 vicariati.

## Vicariati

### Vicariato di Casalpusterlengo
| Località                         | Provincia | Parrocchia                                  | Immagine |
| -------------------------------- | --------- | ------------------------------------------- | -------- |
| Basiasco (Mairago)               | LO        | San Giorgio Martire                         |          |
| Bertonico                        | LO        | San Clemente Papa e Martire                 |          |
| Brembio                          | LO        | Natività della Beata Vergine Maria          |          |
| Casalpusterlengo                 | LO        | Santi Bartolomeo Apostolo e Martino Vescovo |          |
| Casalpusterlengo                 | LO        | Maria Madre del Salvatore (Cappuccini)      |          |
| Castiglione d'Adda               | LO        | Assunzione della Beata Vergine Maria        |          |
| Cavenago d'Adda                  | LO        | San Pietro Apostolo                         |          |
| Caviaga (Cavenago d'Adda)        | LO        | San Giacomo Maggiore Apostolo               |          |
| Guzzafame (Senna Lodigiana)      | LO        | Santi Pietro e Andrea Apostoli              |          |
| Livraga                          | LO        | San Martino Vescovo                         |          |
| Mairago                          | LO        | San Marco Evangelista                       |          |
| Melegnanello (Turano Lodigiano)  | LO        | Sant'Ilario Vescovo                         |          |
| Mirabello (Senna Lodigiana)      | LO        | San Bernardino da Siena                     |          |
| Orio Litta                       | LO        | San Giovanni Battista Martire               |          |
| Ospedaletto Lodigiano            | LO        | Santi Pietro e Paolo Apostoli               |          |
| San Martino Pizzolano (Somaglia) | LO        | San Rocco                                   |          |
| Secugnago                        | LO        | San Gaudenzio Vescovo                       |          |
| Senna Lodigiana                  | LO        | San Germano Vescovo                         |          |
| Somaglia                         | LO        | Assunzione della Beata Vergine Maria        |          |
| Terranova dei Passerini          | LO        | San Giacomo Maggiore                        |          |
| Turano Lodigiano                 | LO        | Assunzione della Beata Vergine Maria        |          |
| Vittadone (Casalpusterlengo)     | LO        | Assunzione della Beata Vergine Maria        |          |
| Zorlesco (Casalpusterlengo)      | LO        | Santi Nazario e Celso Martiri               |          |

### Vicariato di Codogno
| Località                            | Provincia | Parrocchia                                  | Immagine |
| ----------------------------------- | --------- | ------------------------------------------- | -------- |
| Camairago (Castelgerundo)           | LO        | Santi Cosma e Damiano Martiri               |          |
| Caselle Landi                       | LO        | Assunzione della Beata Vergine Maria        |          |
| Castelnuovo Bocca d'Adda            | LO        | Natività della Beata Vergine Maria          |          |
| Cavacurta (Castelgerundo)           | LO        | San Bartolomeo Apostolo                     |          |
| Codogno                             | LO        | San Biagio e della Beata Vergine Immacolata |          |
| Codogno                             | LO        | Santa Francesca Cabrini                     |          |
| Codogno                             | LO        | San Giovanni Bosco                          |          |
| Corno Giovine                       | LO        | San Biagio Vescovo e Martire                |          |
| Cornovecchio                        | LO        | Purificazione della Beata Vergine Maria     |          |
| Fombio                              | LO        | Santi Pietro, Paolo e Colombano Abate       |          |
| Guardamiglio                        | LO        | San Giovanni Battista                       |          |
| Maccastorna                         | LO        | San Giorgio Martire                         |          |
| Maleo                               | LO        | Santi Gervasio e Protasio Martiri           |          |
| Meleti                              | LO        | San Cristoforo Martire                      |          |
| Mezzana Casati (San Rocco al Porto) | LO        | San Pietro Apostolo                         |          |
| Retegno (Fombio)                    | LO        | Beata Vergine Maria Lauretana               |          |
| San Fiorano                         | LO        | San Fiorano Martire                         |          |
| San Rocco al Porto                  | LO        | San Rocco                                   |          |
| Santo Stefano Lodigiano             | LO        | Assunzione della Beata Vergine Maria        |          |
| Triulza (Codogno)                   | LO        | Assunzione della Beata Vergine Maria        |          |
| Valloria (Guardamiglio)             | LO        | San Fermo Martire                           |          |

### Vicariato di Lodi
| Località                     | Provincia | Parrocchia                                | Immagine |
| ---------------------------- | --------- | ----------------------------------------- | -------- |
| Lodi                         | LO        | Sant'Alberto Vescovo                      |          |
| Lodi                         | LO        | Santa Francesca Saverio Cabrini           |          |
| Lodi                         | LO        | San Lorenzo Martire                       |          |
| Lodi                         | LO        | Santa Maria Addolorata                    |          |
| Lodi                         | LO        | Santa Maria Assunta                       |          |
| Lodi                         | LO        | Santa Maria Ausiliatrice                  |          |
| Lodi                         | LO        | Santa Maria della Clemenza e San Bernardo |          |
| Lodi                         | LO        | Santa Maria Maddalena                     |          |
| Lodi                         | LO        | San Rocco                                 |          |
| Lodi                         | LO        | Santi Bassiano e Fereolo                  |          |
| Lodi                         | LO        | Santi Filippo, Giacomo e Gualtero         |          |
| Abbadia Cerreto              | LO        | Assunzione della Beata Vergine Maria      |          |
| Arcagna (Montanaso Lombardo) | LO        | Assunzione della Beata Vergine Maria      |          |
| Boffalora d'Adda             | LO        | Natività della Beata Vergine Maria        |          |
| Cadilana (Corte Palasio)     | LO        | Natività della Beata Vergine Maria        |          |
| Corte Palasio                | LO        | San Giorgio Martire                       |          |
| Montanaso Lombardo           | LO        | San Giorgio Martire                       |          |

### Vicariato di Lodi Vecchio-San Martino in Strada
| Località                                    | Provincia | Parrocchia                                           | Immagine |
| ------------------------------------------- | --------- | ---------------------------------------------------- | -------- |
| Borgo San Giovanni                          | LO        | San Giovanni Battista Martire                        |          |
| Casaletto Lodigiano                         | LO        | San Giorgio Martire                                  |          |
| Cerro al Lambro                             | MI        | Santi Giacomo Maggiore Apostolo e Cristoforo Martire |          |
| Cornegliano Laudense                        | LO        | Santi Simone, Giuda e Callisto                       |          |
| Gugnano (Casaletto Lodigiano)               | LO        | Santi Vito, Modesto e Crescenzia Martiri             |          |
| Lodi Vecchio                                | LO        | San Pietro Apostolo                                  |          |
| Mairano (Casaletto Lodigiano)               | LO        | Sant'Apollinare Vescovo e Martire                    |          |
| Massalengo                                  | LO        | Sant'Andrea Apostolo                                 |          |
| Ossago Lodigiano                            | LO        | Santi Gervaso e Protaso Martiri                      |          |
| Pieve Fissiraga                             | LO        | Assunzione della Beata Vergine Maria                 |          |
| San Martino in Strada                       | LO        | San Martino Vescovo                                  |          |
| Riozzo (Cerro al Lambro)                    | MI        | San Lorenzo Martire                                  |          |
| Salerano sul Lambro                         | LO        | Purificazione della Beata Vergine Maria              |          |
| San Zenone al Lambro                        | MI        | San Zenone Vescovo                                   |          |
| Santa Maria in Prato (San Zenone al Lambro) | MI        | Santa Maria della Neve                               |          |
| Sordio                                      | LO        | San Bartolomeo Apostolo                              |          |
| Tavazzano con Villavesco                    | LO        | San Giovanni Battista                                |          |
| Villavesco (Tavazzano con Villavesco)       | LO        | San Giovanni Battista Martire                        |          |

### Vicariato di Paullo-Spino d'Adda
| Località                     | Provincia | Parrocchia                                       | Immagine |
| ---------------------------- | --------- | ------------------------------------------------ | -------- |
| Crespiatica                  | LO        | Sant'Andrea Apostolo                             |          |
| Dovera                       | CR        | San Lorenzo Martire                              |          |
| Gradella (Pandino)           | CR        | Santissima Trinità e San Bassiano Vescovo        |          |
| Nosadello (Pandino)          | CR        | San Pantaleone Martire                           |          |
| Postino (Dovera)             | CR        | Santi Naborre e Felice Martiri                   |          |
| Roncadello (Dovera)          | CR        | Assunzione della Beata Vergine Maria             |          |
| Spino d'Adda                 | CR        | San Giacomo Maggiore Apostolo                    |          |
| Tormo (Crespiatica)          | LO        | Beata Vergine Addolorata e Sant'Ambrogio Vescovo |          |
| Balbiano (Colturano)         | MI        | San Giacomo Maggiore                             |          |
| Casalmaiocco                 | LO        | San Martino Vescovo                              |          |
| Cassino d'Alberi (Mulazzano) | LO        | Santi Nazzaro e Celso Martiri                    |          |
| Cervignano d'Adda            | LO        | Sant'Alessandro Martire                          |          |
| Colturano                    | MI        | Sant'Antonino                                    |          |
| Comazzo                      | LO        | San Materno Vescovo                              |          |
| Dresano                      | MI        | San Giorgio Martire                              |          |
| Galgagnano                   | LO        | San Sisinio Martire                              |          |
| Lavagna (Comazzo)            | LO        | San Bassiano Vescovo                             |          |
| Marzano (Merlino)            | LO        | San Martino Vescovo                              |          |
| Merlino                      | LO        | Santi Stefano e Zenone                           |          |
| Mignete (Zelo Buon Persico)  | LO        | Santi Filippo e Giacomo Apostoli                 |          |
| Mulazzano                    | LO        | Santo Stefano Protomartire                       |          |
| Muzzano (Zelo Buon Persico)  | LO        | Santi Cosma e Damiano Martiri                    |          |
| Paullo                       | MI        | Santi Quirico e Giulitta                         |          |
| Quartiano (Mulazzano)        | LO        | San Pietro Apostolo                              |          |
| San Barbaziano (Tribiano)    | MI        | San Barbaziano Prete                             |          |
| Tribiano                     | MI        | Santi Vito, Modesto e Crescenzia Martiri         |          |
| Zelo Buon Persico            | LO        | Sant'Andrea Apostolo                             |          |

### Vicariato di Sant'Angelo Lodigiano
| Località                           | Provincia | Parrocchia                                              | Immagine |
| ---------------------------------- | --------- | ------------------------------------------------------- | -------- |
| Bargano (Villanova del Sillaro)    | LO        | San Leone II Papa                                       |          |
| Borghetto Lodigiano                | LO        | San Bartolomeo Apostolo                                 |          |
| Calvenzano (Caselle Lurani)        | LO        | Natività della Beata Vergine Maria                      |          |
| Campagna (San Colombano al Lambro) | MI        | Assunzione della Beata Vergine Maria e San Filippo Neri |          |
| Camporinaldo (Miradolo Terme)      | PV        | Maria Santissima Annunziata                             |          |
| Caselle Lurani                     | LO        | Santa Caterina Vergine e Martire                        |          |
| Casoni (Borghetto Lodigiano)       | LO        | San Giuseppe Sposo di Maria Santissima                  |          |
| Castiraga Vidardo                  | LO        | San Michele Arcangelo                                   |          |
| Graffignana                        | LO        | Santi Pietro e Paolo Apostoli                           |          |
| Maiano (Sant'Angelo Lodigiano)     | LO        | Santo Stefano Protomartire                              |          |
| Marudo                             | LO        | Santi Gervaso e Protaso Martiri                         |          |
| Miradolo Terme                     | PV        | San Michele Arcangelo                                   |          |
| San Colombano al Lambro            | MI        | San Colombano Abate                                     |          |
| Sant'Angelo Lodigiano              | LO        | Maria Madre della Chiesa                                |          |
| Sant'Angelo Lodigiano              | LO        | Santi Antonio Abate e Francesca Cabrini                 |          |
| Valera Fratta                      | LO        | San Zenone Vescovo Martire                              |          |
| Villanova del Sillaro              | LO        | Santi Michele Arcangelo e Nicola Vescovo                |          |